# Elias Hurtig
Lars Olof Elias Hurtig, född 28 september 1997 i Sofia församling i Stockholm, är en svensk sångare och rappare. Han fick 2022, tillsammans med musikgruppen Hov1, en hit med låten "30 personer", som hamnade på en förstaplats på Sverigetopplistan. Han har tidigare också varit en av medlemmarna i Hov1.

## Diskografi

### Singlar
- 2022 – "30 personer" (etta på Sverigetopplistan)
- 2023 – "En vanlig tid, en vanlig plats" (tillsammans med Nowhere Boy och Sofijah) (tia på Heatseekerlistan)[4]